# Quincho Barrilete
Quincho Barrilete és una cançó composta per Carlos Mejía Godoy i interpretada originàriament per Eduardo González, guanyadora del VI Festival de la OTI, celebrat a Madrid el 12 de novembre de 1977.
La composició, inspirada en una persona real, conta la història de Quincho, un xiquet treballador de l'Open 3, actual Ciudad Sandino. Pel to reivindicatiu de la Nicaragua popular i pel perfil polític de l'autor, es considera estrany que la cançó passara la preselecció per a representar al país en un certamen internacional, ja que aleshores Nicaragua vivia baix el govern de Somoza.
Al festival, cada país podia repartir tres punts. Aquell any, sols Puerto Rico, que donà tres punts als Estats Units, i Hondures, que votà per la cançó guanyadora, van atorgar la totalitat dels seus punts a un sol país. Per això, Nicaragua va vèncer per 12 punts d'un total de 63 possibles, superant a la República Dominicana i els Estats Units d'Amèrica, que empataren en segona posició amb 8.